# Turanizm węgierski
Turanizm węgierski (węg. Turanizmus) – pogląd wypracowany przez węgierskie ruchy nacjonalistyczne, zgodnie z którym Węgrzy wywodzą się od plemion, które przywędrowały do Panonii ze stepów Turanu – regionu w Azji Środkowej, przez co spokrewnieni są z innymi rzekomymi „ludami turańskimi”, do których mieli się zaliczać Hunowie, Mongołowie czy Turcy. Turanizm wywyższał zatem naród węgierski, jako część rodziny ludów, które w przeszłości tworzyły wielkie imperia i cechowały się walecznością. Pogląd ten powstał między innymi na bazie popularnych wśród ludu legend o pokrewieństwie Madziarów i Hunów (legenda o Hunorze i Magorze), zyskał sobie wielu zwolenników wśród nacjonalistów i miał duży wpływ na kształtujący się w XX-leciu międzywojennym węgierski faszyzm.

## Historia

### Etymologia słowa „turanizm”
Słowo „turanizm” wywodzi się z perskiego słowa „tūrān”, którym określano Turan, region historyczny w Azji Środkowej, na północ od rzeki Amu-daria (starożytnego Oksusu). Słowo to odnosiło się początkowo do jednego z plemion irańskich, później do prących na zachód ludów tureckich (których nazwa również pochodzi od „tūrān”). W XIX i XX wieku ludami turańskimi określano ludy z rodzin i podrodzin językowych tureckiej, ugrofińskiej, a nawet drawidyjskiej (na południu Indii) oraz mówiące językiem japońskim i językiem koreańskim. Pojęcia tego używał (choć nie w znaczeniu lingwistycznym) m.in. polski historiozof Feliks Koneczny w swojej teorii cywilizacji. We współczesnej nauce pojęcie „turański” jest uważane za przestarzałe, a w językoznawstwie odrzuca się istnienie „turańskiej” grupy językowej.

### Badania korzeni Węgrów
Badaniami pochodzenia narodu węgierskiego oraz ludów turańskich zajmowało się Węgierskie Towarzystwo Turańskie. Początkowo zajmowało się bardziej zbieraniem wiadomości geograficznych niż rasowych, ale szybko popularność zyskali sobie radykalniejsi członkowie, chcący udowodnić wspólne korzenie Węgrów i innych rzekomych ludów turańskich. Niektórzy zaliczali do Turanów, oprócz ludów ałtajskich, także Koreańczyków, Chińczyków i Japończyków. Wzrost popularności turanizmu zbiegł się z klęską Austro-Węgier w I wojnie światowej i upokarzającym traktatem z Trianon, który odbierał Węgrom prawie 2/3 ziem. Wśród wielu przedstawicieli elit zaczął wówczas dominować pogląd, iż należy odwrócić się od Zachodu, od którego Węgry doznają tylko krzywd i szukać sojuszników wśród ludów turańskich z Azji. Radykalni turaniści odrzucali kulturę europejską jako obcą Węgrom i wykazywali jej niższość w stosunku do cywilizacji Turanów. W poszukiwaniu korzeni i rdzennej kultury Madziarów zaczęto badać zwyczaje chłopów, jako tej części narodu, która miała nie ulec wpływom zachodnim i zachować pradawne tradycje.

### Lata 30. XX wieku
W latach 30. XX wieku działalność zwolenników turanizmu zaczęła przeszkadzać władzom. Powodem były pogańskie zapędy tychże zwolenników. Węgierskie Centrum Kultury Wschodu zorganizowało obóz, na którym praktykowano pogański sposób życia i obyczaje, natomiast w 1934 w Budapeszcie rozpoczęto budowę wieży mającej być hołdem dla „starożytnego Boga”, co spotkało się ze sprzeciwem kościołów chrześcijańskich. Podczas jej odsłonięcia, która miała miejsce w 1935, uczestnicy zgromadzenia zostali zaatakowani przez policję, co miało być pokazem braku tolerancji władzy dla antychrześcijańskich zrzeszeń.

### Lata 40. XX wieku
W 1942 mężczyźni działający na rzecz turanizmu zostali uznani za „niepełnoprawnych Węgrów” i wysłani do pracy przymusowej.

## Turanizm a faszyzm
Lider faszystów skupionych w partii Strzałokrzyżowców, Ferenc Szálasi, był zwolennikiem turanizmu i koncepcji istnienia rasy turańskiej, której przedstawiciele mieli cechować się walecznością i męstwem, przez co predysponowani byli do rządzenia. Szálasi twierdził nawet, iż to Węgrzy przez swoje pochodzenie odegrają większą niż Niemcy (których uważał za „zainfekowanych judaizmem”) rolę w kreowaniu nowego porządku w Europie.
Część zwolenników turanizmu, zarówno faszyści, jak i przedstawiciele innych opcji politycznych, doszukiwali się pokrewieństwa między Węgrami a Timurem, Osmanami i Japończykami. Tych ostatnich opisywano nawet jako „drugie ostrze Turanu” (pierwszym miały być Węgry).
Nie wszyscy turaniści byli szowinistami; część po prostu uważała, iż Węgrzy pochodzą od rzekomych Turanów, z czym jednak nie wiąże się żadna ideologia. Niektórzy uważali także, że poprzez życie na pograniczu kultur (europejskiej i azjatyckiej) Węgry mogą być pomostem łączącym Wschód i Zachód.